# Acronicta bimacula
Acronicta bimacula là một loài bướm đêm trong họ Noctuidae.